# Konjščina
Konjščina je vesnice a správní středisko stejnojmenné opčiny v Chorvatsku v Krapinsko-zagorské župě. Nachází se asi 12 km jihovýchodně od Zlataru a asi 35 km jihovýchodně od Krapiny. V roce 2011 žilo v Konjščině 1 019 obyvatel, v celé opčině pak 3 790 obyvatel.
Do teritoriální reorganizace v roce 2010 byla Konjščina součástí opčiny Zlatar Bistrica.

## Znak a vlajka
Znak vyzobrazuje raněného bílého koně se šípem v krku a krví tekoucí z rány na tmavě zeleném pozadí s nevýrazným černým okrajem. Vlajka je světleji zelená a v levé polovině zahrnuje znak s původním černým a bílým okrajem.

## Administrativní dělení
Součástí opčiny je celkem šestnáct trvale obydlených vesnic.
- Bočadir – 159 obyvatel
- Bočaki – 198 obyvatel
- Brlekovo – 56 obyvatel
- Donja Batina – 89 obyvatel
- Donja Konjščina – 139 obyvatel
- Galovec – 127 obyvatel
- Gornja Konjščina – 117 obyvatel
- Jelovec – 158 obyvatel
- Jertovec – 730 obyvatel
- Klimen – 139 obyvatel
- Konjščina – 1 019 obyvatel
- Kosovečko – 101 obyvatel
- Krapina Selo – 147 obyvatel
- Pešćeno – 150 obyvatel
- Sušobreg – 222 obyvatel
- Turnišće – 239 obyvatel

## Doprava
Konjščinou procházejí státní silnice D24 a D540 a župní silnice Ž2170, Ž2204 a Ž2205. Konjščina je napojena na železniční trať Zaprešić-Čakovec.

## Geografie
Konjščinou protéká řeka Krapina, vlévají se zde do ní potoky Batina a Selnica. V Konjščině se nachází renesanční hrad Dvorac Konjščina, který byl postaven v roce 1477 a patřil rodině Konjských, podle kterých je opčina pojmenována. Ve vesnici Donja Konjščina se nachází kostel sv. Dominika a hřbitov. Jihovýchodně od Konjščiny se nachází nepojmenovaný rybník.